# Stenbroen i Písek
Stenbroen i Písek (tjekkisk: Kamenný most v Písku) er den ældste bevarede tidlige gotiske bro i Tjekkiet og er på grund af sin originalitet, selv om den mangler dens dominanter, som var et tårn med porte, en af de sjældneste middelalderbroer i Centraleuropa. Den spænder over floden Otava, en biflod til Vltava (Moldau). Den ligger  i den sydbøhmiske by Písek og er sandsynligvis bygget i slutningen af det 13. århundrede.
Broen har været på listen over  tjekkiske kulturminder siden 1989 og blev et nationalt kulturminde i 1998.
Den kaldes nogle gange Hjortebroen, ifølge en legende, fordi den skulle opkaldes efter det første væsen, der passerede over den. På det tidspunkt var Písek omgivet af dybe skove, så den første, der krydsede broen, var en kronhjort. De fleste lokale mennesker kalder det dog stadig den gamle bro.
Broen blev et vigtigt led på Den Gyldne Sti, som forbandt de baltiske områder med Middelhavet og importerede salt fra Bayern til saltlageret Písek.

## Struktur
Broen blev sandsynligvis bygget i  slutningen af det 13. århundrede i Ottokar 2. af Bøhmens regeringstid. Interessant nok blev det bygget på tør grund. Først efter dens færdiggørelse blev floden ledt ind i  et nyt flodleje, som gik under broen.
Broens længde er 109,75 m og bredden 6,25 m. Den er bygget på seks søjler og har syv buer og giver indtryk af en "lille" Karlsbro. Seks buer er originale. Den syvende bue, med dobbelt spændvidde, blev tilføjet i 1768 og tjente til tømmerflådning. To tårne, som ikke er bevaret, bevogtede broen, et på hver side. Den første kollapsede under oversvømmelsen i 1768, og den anden blev bevidst revet ned i 1825 på grund af de voksende transportbehov. Deres fragmenter, bjærget fra flodbunden, er udstillet på venstre flodbred nær broen.

## Skulpturer
Oprindeligt var broen uden skulpturel udsmykning. I dag står replikaer af barokke skulpturer langs broen. Deres sandstensoriginaler kan ses i Prácheňsko-museet. Der er fire skulpturgrupper:
- Golgata stammer fra det 18. århundrede og blev skabt i Jan Hammers værksted. Statuer af Jomfru Maria, Maria Magdalene og apostlen Johannes er arrangeret omkring et 6 meter højt kors med Kristus. Replikaerne er fra 1997.
- Johannes af Nepomuk med to engle - original af en ukendt kunstner
- Sankt Anne original fra 1770
- Sankt Antonius af Padova

### Broens statuer
- John af Nepomuk med Písek's våbenskjold
- Sankt Anton af Padua (1770)
- Golgata
- Sankt Anne (1770)

- Kristus på korset
- John af Nepomuk
- Engel
- Engel

## Oversvømmelser
Broen har været udsat for oversvømmelser flere gange gennem århundreder, for eksempel i 1432 og 1768. Den seneste var "tusindårsoversvømmelsen " i 2002, hvor vandstanden i Otava steg så højt, at den rev en stenmur af. Trods strømmens kraft var halvtreds gange over normalen, modstod brostrukturen imidlertid oversvømmelsen. Oversvømmelsesvandet fjernede rækværket og nogle statuer. Efter oversvømmelsen startede byen Písek en generel brogenopbygning. Rækværk og statuer blev repareret, og der blev  genskabt en kopi af den tabte statue, og strukturen blev forstærket med et net af beton- og jernrør. Broreparationen blev muliggjort takket være en offentlig indsamling, der spontant startede efter oversvømmelsen.

## Orkan
Den 20. januar 2007 beskadigede orkanen Kyrill Kristuskorset, heldigvis var selve statuen næsten ubeskadiget. Under restaureringen af korset opdagede man historiske dokumenter i to tidskapsler placeret inde i korset. Der var en rapport fra billedhugger Karel Vlačiha om en reparation af korset mellem 1897 og 1899. Den anden rapport var relateret til reparationerne udført mellem 1957 og 1959. Denne rapport blev ledsaget af en periodekopi af Rudé právo, dengang en førende avis for det tjekkoslovakiske kommunistparti.